# Świstowa Czuba

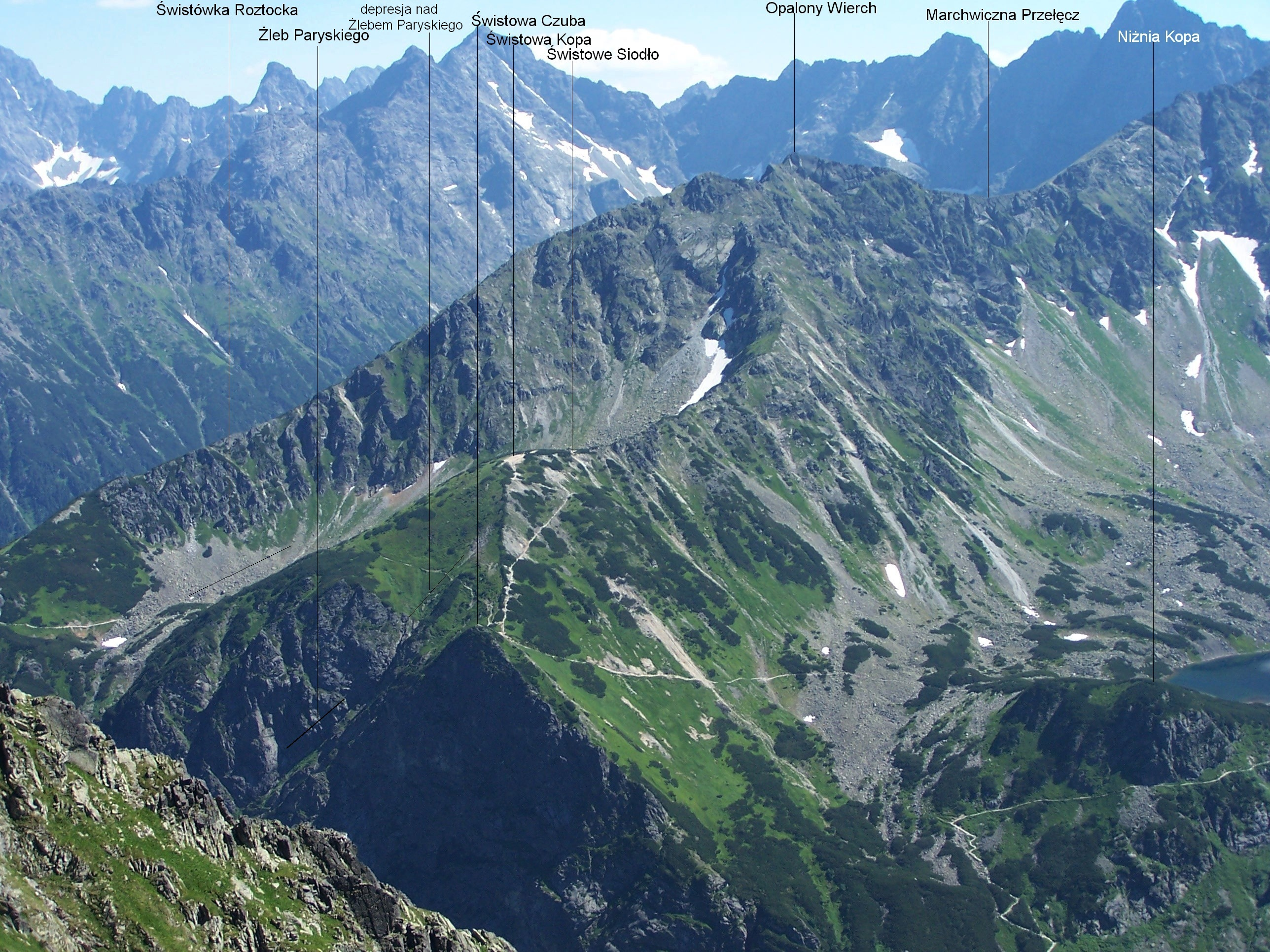
Na Świstowej Czubie widoczna nowa ścieżka szlaku i stara, Żlebem Paryskiego

Świstowa Czuba (1763 m) – kulminacja kończąca północne ramię Opalonego Wierchu w polskich Tatrach Wysokich. Często (błędnie) nazywana jest Świstówką, chociaż ta nazwa odnosi się do niewielkiej, zawieszonej nad Doliną Roztoki kotlinki Świstówki Roztockiej. Świstowa Czuba jest górą jednodolinną – wszystkie jej stoki opadają do Doliny Roztoki. Wejście na szczyt od dawna było znane pasterzom. Z rejonu Świstowej Czuby rozległe widoki na potężny masyw Wołoszyna, Dolinę Pięciu Stawów Polskich i Dolinę Roztoki z zawieszoną wysoko Dolinką Buczynową. Według Marii J. Zaleskiej nazwa Świstówka pochodzi od tego, że „wiatr tu często świszcze najokropniej”.

## Wypadki
Zachodnimi stokami Świstowej Czuby przechodzi oznaczony kolorem niebieskim szlak turystyczny od schroniska w Dolinie Pięciu Stawów Polskich do Morskiego Oka przez Opalone. Nie dochodzi on do Świstowego Przechodu (przełączka w grani łączącej Świstową Czubę ze Świstową Kopą), lecz prowadzi po jego zachodniej stronie i zachodnim zboczem grani na szczyt Świstowej Kopy i Świstowe Siodło. Dawniej szlak turystyczny poprowadzony był inaczej: przez Świstowy Przechód schodził do trawiastej depresji nad górną częścią Żlebu Paryskiego, nieco powyżej przepaścistego urwiska. Prowadził mocno pochyłym zboczem, na którym do lata zalegał płat zlodzonego śniegu. Często zdarzały się tutaj obsunięcia turystów, którzy spadali z przepaścistej ściany w stronę Doliny Roztoki. W 1956 ścieżkę poprowadzono inaczej; nie dochodzi już do Świstowego Przechodu i prowadzi w górę, po zachodniej stronie grani. Mimo to zdarzają się przejścia nieświadomych niebezpieczeństwa turystów starą ścieżką. Szczególnie niebezpieczne jest to zimą. Do 2003 r. zginęło tutaj łącznie kilkunastu ludzi. W sylwestra 1956 spadło z 300-metrowej ściany 3 narciarzy; dwóch mężczyzn zginęło, kobieta z ciężkimi obrażeniami przeżyła. TOPR został powiadomiony o wypadku przez czwartego narciarza, który nie spadł i powrócił do schroniska PTTK w Dolinie Pięciu Stawów Polskich. Cztery lata później ów narciarz, również w sylwestra, poniósł śmierć w tym samym właśnie miejscu. W 1994 zginęła tutaj 23-letnia turystka niemiecka.
Przejście obecnym, nowym wariantem szlaku turystycznego jest nieco mozolniejsze (ok. 80 m różnicy wysokości) i dłuższe (ok. 15 min), ale znacznie bezpieczniejsze. Przejście starym szlakiem określane jest jako „śmiertelny skrót”. Niewiele jest w Tatrach miejsc bardziej niebezpiecznych dla turystów. Statystyki wypadków w tym miejscu mówią same za siebie.

## Północna ściana Świstowej Czuby
Świstowa Czuba do Doliny Roztoki urywa się ścianą o trójkątnym kształcie i wysokości ok. 300 m. Około 50 m poniżej szczytu i na lewo od niego znajduje się w niej Świstowy Mnich. Z dołu wygląda jak samodzielna turnia, w istocie jednak nie jest oddzielony od ściany żadną przełączką. Opadające z niego urwisko jest najbardziej stromym fragmentem całej ściany Świstowej Czuby. Po lewej stronie tej ściany znajduje się Komin Siniaków. Ściana jest dość silnie porośnięta roślinami zielnymi i rosną w niej miejscami dorodne limby.
Pierwsze przejście (środkiem ściany) 25 lipca 1930: Wincenty Birkenmajer, Kazimierz Kupczyk, Witold Henryk Paryski, Jan Alfred Szczepański. Później taternicy przeszli w ścianie jeszcze wiele innych dróg wspinaczkowych. Opisuje je Władysław Cywiński w 11. tomie (Szpiglasowy Wierch) swojego przewodnika Tatry.

## Szlaki turystyczne
Morskie Oko – Opalone – Świstówka Roztocka – Świstowe Siodło – Świstowa Kopa – schronisko w Dolinie Pięciu Stawów. Jest zamknięty od 1 grudnia do 31 maja. Czas przejścia: 2 h, ↓ 1:40 h.